# Transeius jilinensis
Transeius jilinensis är en spindeldjursart som först beskrevs av Wu 1987.  Transeius jilinensis ingår i släktet Transeius och familjen Phytoseiidae. Inga underarter finns listade i Catalogue of Life.